# Dactylocerca parva
Dactylocerca parva är en insektsart som beskrevs av Ross 2003. Dactylocerca parva ingår i släktet Dactylocerca och familjen Anisembiidae. Inga underarter finns listade i Catalogue of Life.